# اضطهاد البهائيين

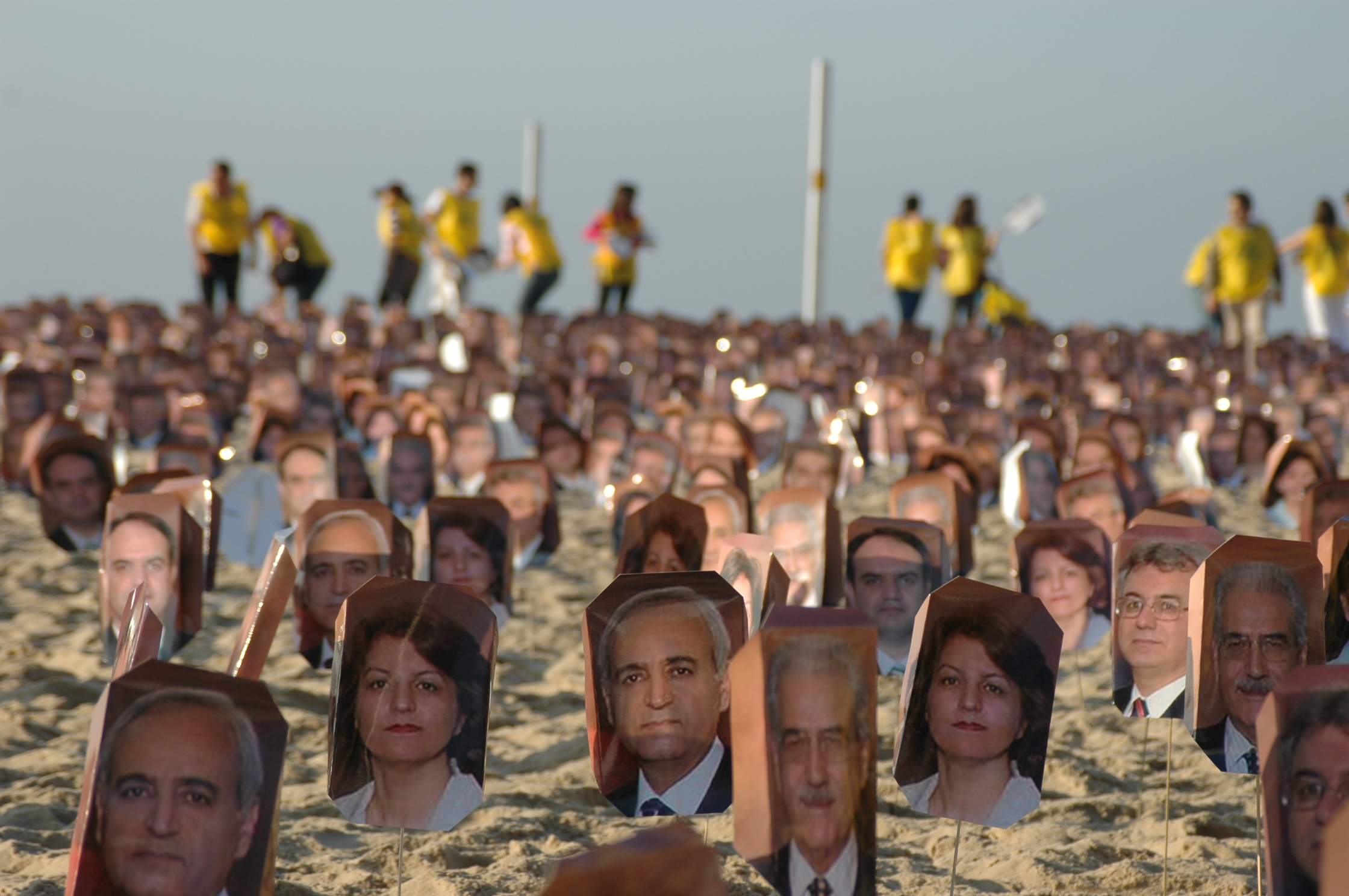
صور لوجوه سبعةٍ من الأشخاص الذين تولوا إدارة الجامعة البهائية في إيران في الآونة الأخيرة وهم مسجونون حاليًا في السجون الإيرانية، في رالي ريو للحرية الدينية.

البهائيون هم أكبر أقليةٍ دينيةٍ في إيران، وتضمّ إيران واحدةً من كبرى التجمعات البهائية في العالم. يتعرّض البهائيون في إيران لاعتقالاتٍ لا مبرر لها، والسجن، والضرب، والتعذيب، والعمليات الإعدام غير المبررة، ومصادرة وتدمير ممتلكاتٍ فرديةٍ أو تابعةٍ للجامعة البهائية المحلية، والحرمان من العمل، وإنكار المزايا الحكومية، والحرمان من الحقوق المدنية، والحريات، والحرمان من الوصول إلى التعليم العالي. وفي الآونة الأخيرة، وفي الأشهر اللاحقة من عام 2005م، شنّت الصحف ومحطات الإذاعة الإيرانية حملةً منظمةً مكثفةً ضد الديانة البهائية. أدارت صحيفة "كيهان" التي تديرها الدولة، ما يقرب من ثلاثين مقالةٍ تشوّه سمعة البهائيين. وعلاوةً على ذلك، فإن رسالةً سريةً أرسلت في 29 أكتوبر من عام 2005م من قِبل رئيس مقرّ قيادة القوات المسلحة في إيران تنص على أن المرشد الأعلى لإيران، آية الله خامنئي قد أصدر تعليماتٍ إلى قيادة القيادة لتحديد الأشخاص الذين يلتزمون بالدين البهائي، ورصد أنشطتهم، وجمع أي وجميع المعلومات حول البهائيين. وجّهت أسماء جهانگير، المقررة الخاصة للجنة حقوق الإنسان التابعة للأمم المتحدة حول حرية الدين أو المعتقد، الرسالة في بيانٍ صحفيٍ بتاريخ 20 مارس من عام 2006م.
وفي البيان الصحفي نفسه، ذكرت المقررة الخاصة أنها «قلقةٌ للغاية من المعلومات التي تلقّتها فيما يتعلق بمعاملة أعضاء الطائفة البهائية في إيران». وذكرت كذلك أن «المقرر الخاص قلقٍ من أن هذا التطور الأخير يشير إلى أن الوضع فيما يتعلق بالأقليات الدينية في إيران يتدهور في الواقع».
في حين أن الاضطهاد الأهم للبهائيين حدث في إيران ومصر خلال القرن العشرين والواحد والعشرين، إلا أن دولًا أخرى أيضًا فرضت قيودًا على البهائيين أو قامت باضطهادهم. في العديد من الدول ذات الغالبية المسلمة، قامت بالاضطهاد على نفس الأساس المعمول به في إيران ومصر، حيث أن الإسلام لا يعترف بالدين البهائي، وبالتالي لا تعترف به الحكومة، وبالتالي كل أنواع الخدمات الاجتماعية والهوية محدودةٌ في بعض الدول. تم إصدار أوامر حظر ضد الأنشطة البهائية في الجزائر (1969م) والعراق (1970م والإصدارات منذ ذلك الحين)، وإندونيسيا (خاصةً ولكن ليس حصريًا 1962م-2000م). خلال أواخر عقد 1970م تم حظر الدين البهائي في عددٍ من البلدان في أفريقيا جنوب الصحراء (بوروندي في عام 1974م؛ ومالي في عام 1976م؛ وأوغندا في عام 1977م؛ والكونغو في عام 1978م؛ والنيجر في عام 1978م).

## إيران
وضع الدستور الإيراني الذي تم صياغته خلال الثورة الدستورية الإيرانية في عام 1906م الأساس للاضطهاد المؤسسي للبهائيين. فقد تم حذف الأحكام التي تضمن حرية العبادة. وقدمت تشريعاتٍ لاحقةً تتضمن بعض الحقوق للزرادشتيين واليهود والمسيحيين والاعتراف بهم باعتبارهم مواطنين متساوين بموجب قانون الدولة، لكنها لم تضمن حرية الدين و«أعطت سلطات مؤسسية لم يسبق لها مثيل للمؤسسة الدينية».
الجمهورية الإسلامية الإيرانية، والتي أنشئت بعد الثورة الإيرانية، تعترف بأربعة أديانٍ فقط، وهي تتمتع بوضعها في الحماية الرسمية وهي الزرادشتية واليهودية والمسيحية والإسلام. ويتلقى أعضاء ديانات الأقليات الثلاثة الأولى معاملةً خاصةً بموجب القانون الإيراني بمنحهم بعض الحقوق مما يضمن لهم الحصول على مقاعد في البرلمان وشرب الكحول.
ومع ذلك، فإن الحرية الدينية في إيران أبعد ما تكون عن أن تكون مطلقةً. حيث يحظر القانون الخروج عن الإسلام (الردة)، مع كل من المتحولين والمبشّرين الذين يواجهون عقوباتٍ بالسجن. وأولئك الذين يسعون إلى تأسيس مجموعةٍ دينيةٍ جديدةٍ (سواء كانوا مسلمين أم لا) يواجهون قيودًا شديدةً. أما البهائيون، فبرغم أن القانون الإيراني يعترف بكل الذين يقبلون بوجود الله ونبوة محمدٍ للمسلمين، فهم يواجهون عقوباتٍ إضافيةً ويتعرضون للتنكيل والاضطهاد رغم اعترافهم بوحدانية الله وإيمانهم بمحمدٍ نبي الإسلام؛ وذلك لأنهم يؤمنون بظهور رسالتين من الله بعد رسالة محمدٍ؛ الأولى "البابية"، والتي أعلنها السيد علي محمد الشيرازي الملقب بـ "الباب"، حيث أنه جاء رسولاً بوحيٍ من الله مبشرًا بمجيء موعود كل الأزمنة؛ والثانية "البهائية"، والتي أعلن فيها ميرزا حسين علي النوري الملقب بـ "بهاءالله" أنه موعود كل الأزمنة والذي بشّر به الباب، وأعلن بنزول الوحي عليه أيضًا أنه مظهرٌ إلهيٌ أتى برسالةٍ ودينٍ جديدٍ،يما يتناسب واحتياجات هذا العصر. والمسلمون، من ناحيةٍ أخرى، يؤكدون انتهاء الوحي الإلهي من خلال النبي محمد. وبالتالي، فإن القانون الإيراني يعامل البهائيين على أنهم «هراطقة» بدلاً من أتباع دينٍ مستقلٍ، كما يصفون أنفسهم. ويتعرض البهائيون في إيران لاعتقالاتٍ لا مبرّر لها، والسجن، والضرب، والتعذيب، وعمليات الإعدام غير المبررة، ومصادرة وتدمير ممتلكاتٍ يملكها سواء أفرادٌ أو الجامعة البهائية، والحرمان من العمل، وإنكار حقوقهم المدنية، والحرمان من المزايا الحكومية، والحريات، فضلاً عن الحرمان من الوصول إلى التعليم العالي.

### الفترة المبكرة
نظرت المؤسسة الدينية الإيرانية وملوك القاجار إلى تعاليم الباب - وجاذبيتها الشعبية - على أنها تهديدٌ لسلطانهم وسلطتهم. قُتل الآلاف من أتباع الباب الأوائل بناءً على تحريض القادة الدينيين، وأعدمت الحكومة الباب في عام 1850م.
وحين أعلن بهاءالله رسالته لاحقًا وانتشرت داخل إيران وخارجها، تعاملت الأيدليوجية الدينية المتشددة في إيران على نفس المنوال؛ فقد أصرّت مجددًا على إخماد الدين الجديد وإجبار أتباعه على العودة إلى الإسلام، ونُفي بهاءالله عدة مراتٍ، وانتهى به الحال  مسجونًا في سجن عكا (فيما كان يُعرف آنذاك بفلسطين العثمانية)؛ بينما استمرت موجاتٌ متتاليةٌ من الاضطهاد تلاحق أتباعه بإيران. ففي عام 1903م، على سبيل المثال لا الحصر، حرّض علماء الدين المعادون للبهائية الجماهير الدهماء، وعلى إثر ذلك قُتل 101 بهائيًا في مدينة يزد.

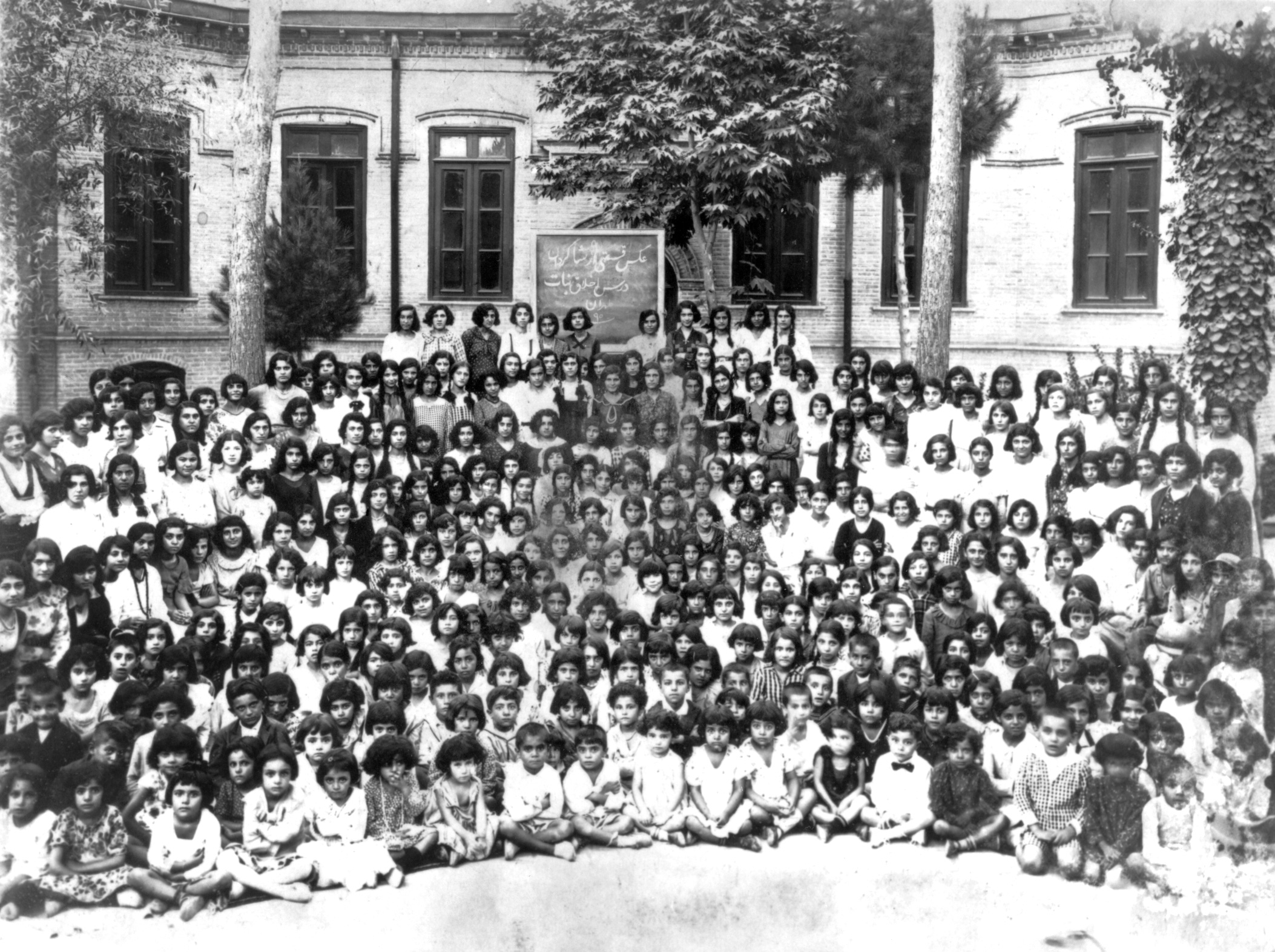
تجمعٌ للأطفال في 13 أغسطس 1933م في "مدرسة التربية" البهائية للبنات بطهران. أُغلق ما يقارب 50 مدرسة تابعة للبهائيين قسرًا في عهد حكومة بهلوي عام 1934م.

### فترة حكم آل بهلوي
خلال السنوات الأولى لأسرة بهلوي الحاكمة (1925م إلى 1979م)، قامت الحكومة بإضفاء الطابع الرسمي على سياسة التمييز ضد البهائيين وذلك بإجازتها وتخويلها لرجال الدين. ابتداءً من عام 1933م، تم حظر كل ما يتعلق بالأدبيات البهائية من مطبوعاتٍ وإنتاجٍ فكريٍ، وتم وقف الاعتراف بزواج البهائيين، وتم تخفيض رواتب البهائيين أو فصلهم من الخدمة، كما تم غلق المدارس البهائية التي كان منها حوالي 50 في البلاد والتي كانت مفتوحةً للجميع، بغض النظر عن خلفياتهم الدينية.

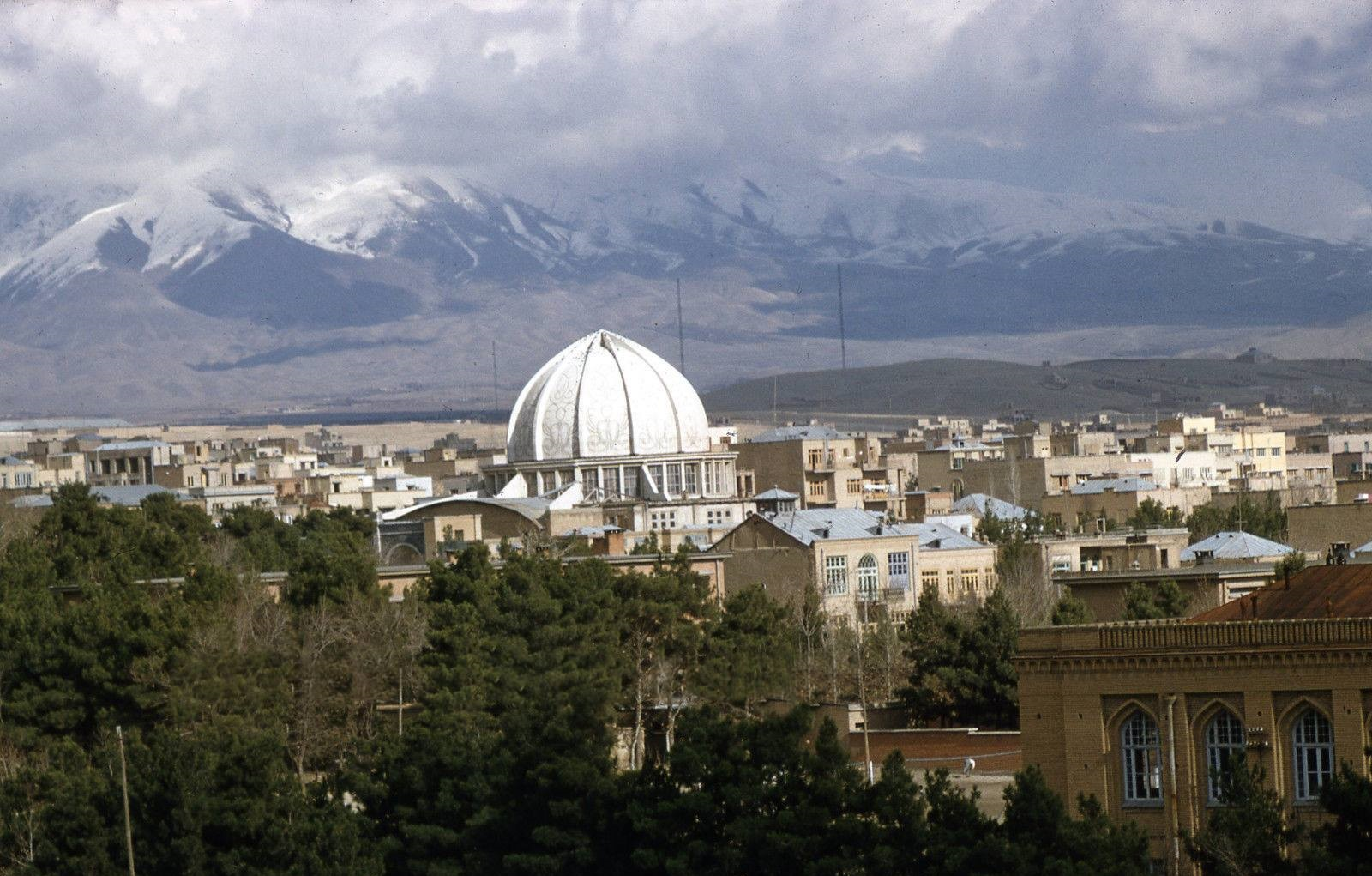
حظيرة القدس البهائية في طهران قبل هدمها في زمن البهلوي

في عام 1955م، بدأت جولةٌ أخرى من الاضطهاد عندما سمح النظام البهلوي ببث سلسلةٍ من الخطب التحريضية ضد البهائيين من قبل واعظٍ شيعيٍ بارزٍ في طهران – وفيما يبدو كان ذلك على أمل جعل البهائيين كبش فداءٍ لصرف الانتباه عن سياسات الحكومة التي لا تلقى رواجًا ولا تحظى بالقبول العام. وُضعت المحطة الإذاعية الوطنية ومثيلتها التابعة للجيش تحت تصرف رجل الدين المسؤول، الشيخ محمد تقي فلسفي، الذي انضم إلى قائد جيش الشاه، الجنرال باتمانجليتش، في عملية هدم قبة "حظيرة القدس"، وهو المقر المركزي البهائي آنذاك، بالفؤوس.

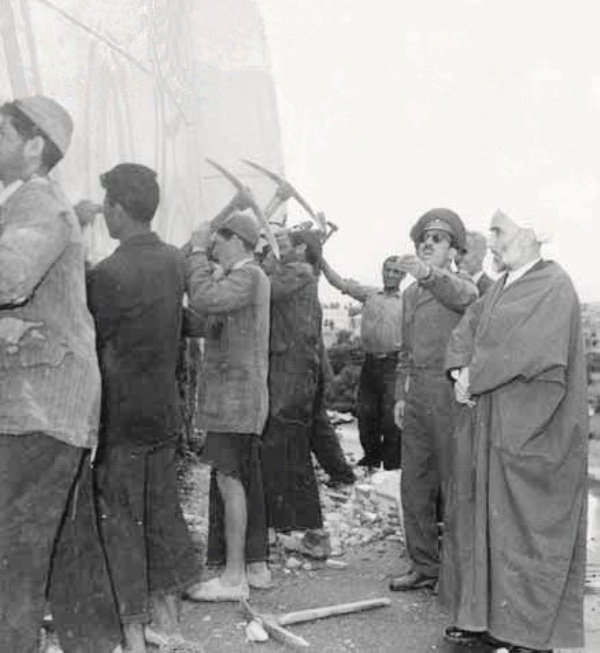
هدم حظيرة القدس البهائية بدستور من محمد تقي فلسفي

اجتاحت البلاد موجةٌ عارمةٌ من العنف ضد البهائيين. تم الإبلاغ عن جرائم قتلٍ واغتصابٍ وسطوٍ في العديد من المناطق، بينما أكدت الحكومة للبرلمان الإيراني أنها أمرت بقمع جميع أنشطة «الطائفة البهائية».

### الجمهورية الإسلامية الإيراينة
اشتد اضطهاد البهائيين بشكلٍ ملحوظٍ منذ الثورة الإسلامية عام 1979م، نتيجةً للسياسة الحكومية الرسمية. عندما تم وضع دستور الجمهورية الجديد في أبريل 1979م، تم ذكر حقوقٍ معينةٍ للأقليات المسيحية واليهودية والزرادشتية في إيران وحمايتها على وجه التحديد. ومع ذلك، لم تتم الإشارة على الإطلاق إلى حقوق الجامعة البهائية، أكبر أقليةٍ دينيةٍ في إيران.
في ظل الحكومة الإسلامية الإيرانية، أصبح هذا الإقصاء معناه أن البهائيين لا يتمتعون بأي حقوقٍ من أي نوعٍ، وأنه يمكن مهاجمتهم واضطهادهم بدون محاسبةٍ أو عقابٍ. حرّم القضاء في الجمهورية الإسلامية الإيرانية البهائيين من حق التظلّم أو إحقاق الحق أو الحماية من الاعتداء أو القتل أو غيره من أشكال الاضطهاد - وقضت بأن المواطنين الإيرانيين الذين يقتلون البهائيين أو يوقعون الأذى بهم لا يقعون تحت طائلة القانون عن الأضرار التي ألحقوها بالبهائيين لأن ضحاياهم «كفارٌ مرتدّين».
خلال العقد الأول من عمر الجمهورية الإسلامية الإيرانية، قُتل أو اختطف أو أُعدم أكثر من 200 بهائيٍ - معظمهم من أعضاء المجتمع المنتخبين في الإدارة البهائية، كما تعرّض مئاتٌ آخرون للتعذيب أو السجن، وتم حظر المؤسسات البهائية الرسمية، وعشرات الآلاف من البهائيين فقدوا وظائفهم وحرموا من التعليم، وحقوقٍ أخرى - كل ذلك بسبب معتقدهم الديني فقط.
في العقد الثاني، وفي محاولةٍ لتهدئة أدوات الضغط والنقد العالمي لتلك السياسة، حولت الحكومة استراتيجيتها المناهضة للبهائيين وتركيزها بشكلٍ واضحٍ إلى التمييز الاجتماعي والاقتصادي والتعليمي؛ حيث تناولت معالم النهج الجديد نمطًا مفاده من أجل «عرقلة تقدم وتطور» الجامعة البهائية الإيرانية، وذلك وفقًا لمذكرةٍ سريةٍ عام 1991م موقعةٍ من قِبل المرشد الأعلى لإيران والتي وضعت سياسةً مشؤومةً للتعامل مع «المسألة البهائية». وتم تنفيذ تلك الخطة بهدوءٍ، حتى عندما روّجت حكومة الرئيس محمد خاتمي لصورة الاعتدال في جميع أنحاء العالم.

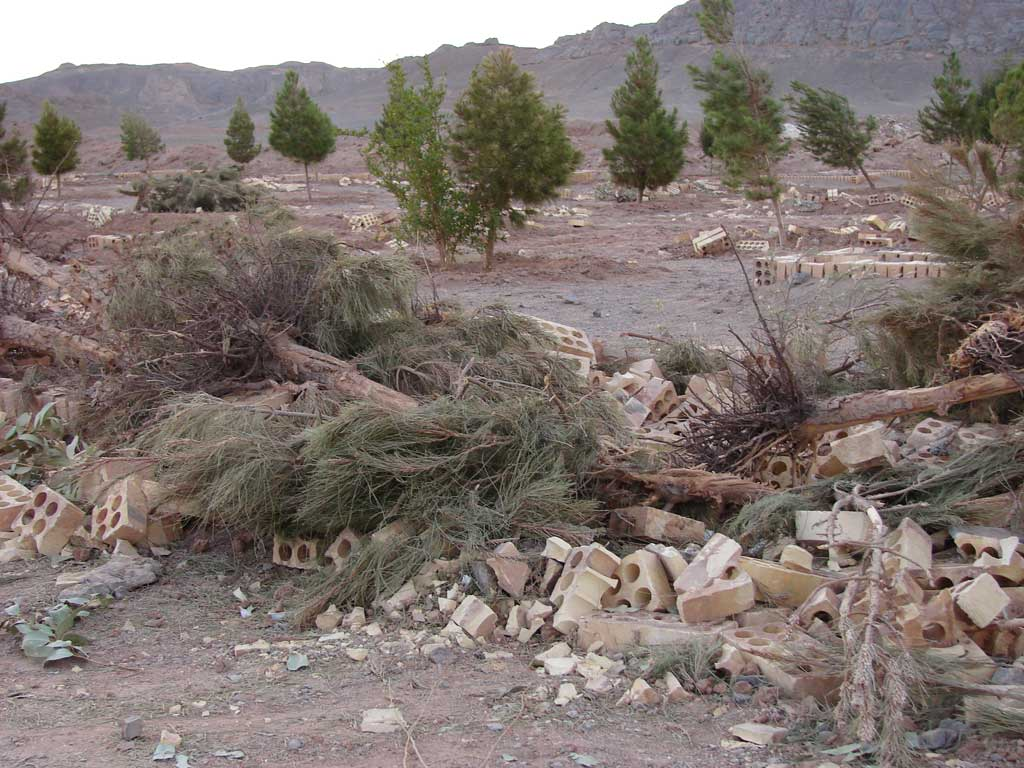
مقبرة البهائيين في يزد بعد تدنيسها من قبل الحكومة الإيرانية

في العقد الثالث، وخاصةً بعد انتخاب الرئيس محمود أحمدي نجاد في عام 2005م، صعدت الحكومة من مضايقاتها للبهائيين، من خلال استخدام الاعتقالات المنظمة بنمطٍ متكررٍ - والتي تقوم على اعتقال بعض الأشخاص بدون تهمةٍ، والإفراج عنهم فيما بعد، ثم يليها اعتقالهم... - وزيادة مدة الحبس، ومراقبة ورصد البهائيين، والمزيد من المداهمات والمضايقات على المستوى المحلي. كما أوضحت الحكومة أنها لن تحاكم أولئك الذين هاجموا البهائيين، مما أدى إلى ارتفاعٍ ملموسٍ في الهجمات العنيفة على البهائيين وممتلكاتهم.
في العقد الرابع من عمر الجمهورية الإسلامية الإيرانية، وعلى الرغم من وعود الرئيس الجديد، حسن روحاني، بإنهاء أشكال التمييز الديني، اتّسم اضطهاد البهائيين الإيرانيين بجهودٍ متواصلةٍ وخفيةٍ على جميع الجبهات. لا يزال البهائيون يتعرضون بشكلٍ منتظمٍ للاعتقال والاحتجاز والسجن. وبحزمةٍ من الذرائع، ما زال الشباب البهائي محرومًا من الوصول إلى التعليم العالي. وتستهدف السياسات الاقتصادية المتاجر الصغيرة والشركات - أحد المصادر القليلة المتبقية لكسب العيش للبهائيين وأسرهم.
ونتيجة لذلك، ينكر النظام الإسلامي الإيراني بشكلٍ أساسيٍ على البهائيين جميع حقوق المواطنة وحقوق الإنسان في أرض ميلادهم. ومن خلال الاعتراف بالأقليات الدينية الأخرى في دستورها، ولكن ليس البهائيين الذين هم أكبر جماعةٍ دينيةٍ في البلاد بعد الإسلام، يدعي النظام أن البهائيين ليسوا جماعةً دينيةً وبالتالي لا يوجد سببٌ لحمايتهم. إن القول بأن البهائيين ليسوا أعضاء في دينٍ يسمح للحكومة بعد ذلك بوصفهم بأي طريقةٍ تريدها—وبالتالي خلق أي عذرٍ لاعتقال وتعذيب وإعدام البهائيين وقادتهم؛ وحظر الهياكل الإدارية البهائية؛ ومحو آثار تاريخهم وثقافتهم من خلال تدمير أو مصادرة المواقع المقدسة البهائية والآثار الدينية والمقابر؛ ومصادرة ممتلكات الأفراد والمجتمعات والمؤسسات البهائية؛ ومنع البهائيين من حقهم في التجمع السلمي والحُر، حتى في مجموعاتٍ صغيرةٍ، للعبادة، والتدريب الروحي لأطفالهم وشبابهم، ودراسة عقيدتهم، أو ممارسة معتقداتهم الاجتماعية والثقافية بطريقةٍ أخرى؛ وتقويض تقدمهم الفكري من خلال حرمان الأطفال والشباب البهائيين من الحقوق التعليمية؛ والسعي إلى إفقار البهائيين اقتصاديًا من خلال فصلهم من العمل، وإلغاء مدفوعات المعاشات التقاعدية المكتسبة، واستهداف أولئك الذين يفتحون المتاجر والشركات الصغيرة بالمضايقة والغرامات غير المنطقية والإغلاق لتعطيل قدرتهم على كسب لقمة العيش لإعالة أسرهم.

### ردود الفعل الراهنة
على الرغم من كل هذا، رفض بهائيو إيران الانصياع لأيديولوجية الضحية. فبدلاً من ذلك، رسّخوا قدرًا مدهشًا من التكيف، وبدلاً من الرضوخ للقمع، وقف البهائيون بشجاعةٍ وقفة الند بالند تجاه نفس المسؤولين الذين يسعون إلى اضطهادهم، مستخدمين المنطق القانوني القائم على القانون الإيراني ودستور البلاد.
خارج إيران، استجاب المجتمع الدولي باستمرارٍ لاضطهاد البهائيين في إيران بتعاطفٍ، معربًا عن قلقه على البهائيين وإدانة الحكومة الإيرانية. فقد صدرت عبارات الدعم عن الجمعية العامة للأمم المتحدة والمقررين الخاصين للأمم المتحدة والمنظمات الدولية مثل منظمة العفو الدولية والهيئات الإقليمية مثل البرلمان الأوروبي والهيئات التشريعية الوطنية مثل أستراليا والبرازيل وكندا وإسبانيا والمملكة المتحدة، والولايات المتحدة.
وفي الآونة الأخيرة، أعرب عددٌ متزايدٌ من الأفراد داخل إيران، ومنهم المثقفون والصحفيون والناشطون وصانعو الأفلام والفنانون وعددٌ من رجال الدين، عن دعمهم لحقوق البهائيين، معترفين بأن نظام الجمهورية الإسلامية على المحك تجاه وضع البهائيين في إيران لأنه يمثّل اختبارًا لمصداقية نظامه المتعلق بظروف ذلك المجتمع وقدرته على حماية حقوق كل مواطنٍ.

## مصر
لا توجد تقديراتٌ رسميةٌ حول عدد البهائيين في مصر، حيث تعتبر البهائية في مصر ديانةً غير معترفٍ بها رسميًا. وقد صدر في عام 1925م حكمٌ من المحكمة الشرعية في ببا بمحافظة بني سويف اعترفت فيه بأن البهائية دينٌ مستقلٌ بذاته، وامرت بتفريق 3 بهائيين عن ازواجهم. لكن على الصعيد القانوني فان البهائيين كانوا قادرين على تأسيس مراكز ومحافل روحانية لهم حتى صدور قرارٍ جمهوريٍ سنة 1960م يحمل رقم 263 يقضي بإغلاق كافة المحافل والمراكز البهائية، عقب دعوى جنائيةٍ اتّهم فيها بعض الأفراد بنشر الدعوى البهائية في مصر، مرّ البهائيون بعد هذا الإعلان بسنواتٍ عجافٍ وعانى أتباع هذه الديانة من الاعتقال. في 1965م، 1967م، 1972م، 1985م حيث تم القبض على البهائيين بتهمٍ مختلفةٍ منها ما يتعلق بأمن الدولة، وتم تبرئة البهائييين في كل التهم الموجّهة إليهم. واجه البهائيون أيضًا معوقاتٍ كبيرة في أوراق الأحوال المدنية، وكان حصول البهائيين عام 2009م على شهادات ميلادٍ تحمل علامة "-" مكان خانة الديانة بمثابة إنجازٍ لأتباع الديانة. أصدر الأزهر عدة فتاوٍ لتوضيح موقفه من البهائية وانتهت إلى تكفير كل من يعتنق فكر المعتقدات البهائية والبابية والقديانية وأكدت تحريم اعتناق أفكارها. وفي عام 2013م وفي سابقةٍ هي الأولى في التاريخ المصري، استقبلت لجنة صياغة الدستور المصري وفدًا من البهائيين للمساهمة كمواطنين في الحوار السائد عن مواد الدستور. منحت الدولة في ثلاثينيات وأربعينيات القرن الماضي البهائيين حق الحصول على بعض الأراضي كمقابر لهم في القاهرة، وبورسعيد، والسويس، إلا أنه بعد عام 1960م لم يتبق سوى مكانٍ واحدٍ بالقاهرة.

## اليمن

### لمحة ثقافية
تعود جذور المجتمع البهائي اليمني إلى نشأة الدين البهائي في منتصف القرن التاسع عشر. في العقود الأخيرة، نما عدد البهائيين حين أدركت شرائح مختلفةٍ من المجتمع اليمني حقيقة التعاليم البهائية وانجذبت إليها؛ حتى أن مجموعةً من رجال القبائل اليمنية اكتشفت البهائية عن طريق الإنترنت، وبدأت في اتباع التعاليم البهائية بشكلٍ مستقلٍ، وكانوا يسعون جاهدين لتطبيق مُثلها العليا في حياتهم الفردية والجماعية. على الرغم من عدم توافر إحصائياتٍ دقيقةٍ عن عدد البهائيين في اليمن، فمن المقدر أن هناك الآن بضعة آلاف من البهائيين اليمنيين؛ جميعهم مواطنون مخلصون لوطنهم، ويمثّلون ثقافتها الغنية والمتنوعة، ويعيشون في كلٍ من المناطق الحضرية والريفية.
على الرغم من العيش في فترةٍ مضطربةٍ من الصراع الأهلي والقبلي في اليمن، فقد رفض البهائيون الوقوف إلى جانب فئةٍ أو أخرى؛ فبدلاً من ذلك سعوا لخدمة المجتمع اليمني بأكمله لتحسين أوضاع اليمن في مختلف المجالات بما في ذلك البناء والطب والمصالحة القبلية والتعليم، بالإضافة إلى الإغاثة الإنسانية والإغاثة في حالات الكوارث، فضلاً عن بناء قدرات اليمنيين أطفالًا، شيبًا وشبابًا، ذكورًا وإناثًا. وفي إطار بناء أواصر الصداقة ومدّ جسور التعاون مع كافة فئات المجتمع، التقى ممثلو الجامعة البهائية اليمنية بمئات المسؤولين الحكوميين وشيوخ القبائل وأساتذة الجامعات والصحفيين ونشطاء حقوق الإنسان والدبلوماسيين للتأكيد على عدم انتمائهم لأي فئةٍ أو حزبٍ سياسيٍ، وشرح مخاوفهم تجاه ما يحدث في البلاد من تناحرٍ سياسيٍ وانعكاس ذلك على المجتمع، وتقديم يد العون لرفعة ورفاهية اليمن واليمنيين.

### بداية الاضطهاد
وعلى الرغم من أن الجامعة البهائية اليمنية حافظت على علاقاتٍ وديةٍ مع السلطات والمجتمع اليمني بشكلٍ عامٍ على مر السنين، إلا أن الجامعة البهائية واجهت أيضًا تحدياتٍ تتسارع بشكلٍ حادٍ. فقد تعددت صور الاضطهاد والقمع والتنكيل بهم إلى حد الحكم على بعضهم بالإعدام دون دليلٍ ماديٍ أو محاكمةٍ حقيقيةٍ. واجه البهائيون اليمنيون تهماً لا أساس لها من الصحة كالتخابر لصالح دولٍ أجنبية، «إظهار اللطف» و «إظهار الاستقامة من أجل جذب الناس إلى دينهم»؛ بالإضافة إلى اتهامهم بتهمٍ كفيلةٍ بتحريض المجتمع ضدهم كالردة، والكفر، وإنكارهم للإسلام والنبي محمد والتي من شأنها أن تعرّض حياتهم للخطر؛ فضلاً عن نشر أكاذيب أخرى عن الدين البهائي.

### أشكال وصور الاضطهاد
شملت أشكال اضطهاد البهائيين في اليمن – مع تجاهلٍ تامٍ لسيادة القانون – منعهم من حقوق المواطنة، والتعامل البنكي ومصادرة أموالهم، والتهجير القسري، والاعتقالات والاحتجاز والمحاكمات الصورية الجائرة من قبل الأنظمة السياسية ومنها الحوثيين، كما تعرّض البهائيون إلى هجماتٍ شرسةٍ من قِبل بعض السادة ورجال الدين الإسلاميين في وسائل التواصل الاجتماعي لتقليب الرأي العام ضدهم ولإجبارهم على ترك وطنهم الذي عاشوا مخلصين ومدينين بالولاء له. فعلى سبيل المثال، في عام 2008م، تحت رئاسة السيد علي عبد الله صالح، احتجزت السلطات ستة بهائيين بسبب دينهم ورحّلت اثنين منهم في نهاية المطاف. وخلال نفوذ سلطات النظام الحوثي في السنوات الأخيرة، داهمت السلطات منازل اليمنيين وصادرت هواتفهم ووثائقهم، بما في ذلك جوازات سفرهم، وضغطت على الأقارب والأصدقاء لتجنب التعامل معهم اقتصاديًا واجتماعيًا. وفي وسائل التواصل الاجتماعي والإعلام، تعرض البهائيون أيضًا لوابل من صور التنكيل والاضطهاد، حيث تم عرض بياناتهم بالاسم والصورة، والتهديد علنًا بالذبح، والتضييق على أصدقائهم وأقاربهم حتى يتجنبوا التعامل معهم.

### التنكيل بالبهائيين
وعلى المستوى الرسمي في الآونة الأخيرة، تم القبض على كثيرٍ من البهائيين، وواجه بعضهم محاكماتٍ صوريةً – حيث لم يتم إبلاغهم ولا محاموهم بالجلسة – مما أدى إلى الحكم على بعضٍ منهم بالإعدام. ومع مساعي الجامعة البهائية، وتدخّل المنظمات الحقوقية الدولية، تم إطلاق سراح بعض البهائيين بشكلٍ غير رسميٍ، ومنهم المحكوم عليهم بالإعدام في أغسطس 2020م والإعلان في نفس الوقت عن هروبهم. ورغم أن إطلاق سراحهم يُظهر تحسنًا في تخفيف حدة الاضطهاد، إلا أن إطلاق سراحهم كان مشروطًا بمغادرة اليمن رغمًا عنهم، كما أن المحاولات اللاحقة للإعلان عن هروبهم يستوجب إعادتهم إلى اليمن، وبالتالي إلى السجن وتنفيذ العقوبة لاحقًا.

### تأكيد وإقرار الاضطهاد
أكّد عضو المجلس السياسي لجماعة أنصار الله الحوثيين محمد البخيتي أنه تم مداهمة حوالي 60 شخصًا بهائيًا والقبض عليهم أثناء إقامة ندوةٍ لهم حول السلم والسلام، كما أشار إلى أن القانون اليمني لا يعترف بالبهائية ومتشددٌ جدًا لأي ديانةٍ جديدةٍ. وعلى الجانب الآخر، أكّدت نسرين اخترخاوري ممثلة الجالية اليمنية البهائية في العالم، أن الدستور اليمني يضمن حرية المعتقد، وأن القبض عليهم لم يكن لأنهم خالفوا القانون؛ فهم قاموا بمشاريع إنسانيةٍ سلميةٍ تحاول أن تخفف ما يتعرض له اليمن.
تم تأكيد اضطهاد البهائيين اليمنيين بشكلٍ مستقلٍ من قِبل منظماتٍ حقوقيةٍ ومجموعة الأمم المتحدة للخبراء البارزين الإقليميين والدوليين بشأن اليمن، حيث خصّ في تقريره المؤرخ في 17 أغسطس 2018م ما يلي: هناك أيضًا أسبابٌ معقولةٌ للاعتقاد بأن الحق في حرية الدين أو المعتقد قد تم انتهاكه في اليمن. واصلت سلطات الأمر الواقع اضطهاد البهائيين على أساس معتقداتهم، بما في ذلك احتجازهم واتهامهم بالردة، والاستهزاء العلني بالعقيدة البهائية وتشويه سمعتها في الدعاوى القانونية، وإصدار أحكام بالإعدام ، وتهديد مؤيديهم.

### التورط الإيراني
أكدت مصادر مستقلةٍ متعددةٍ منذ عام 2016م، ومن خلال محادثاتها مع مختلف المسؤولين في اليمن، مرارًا وتكرارًا، أن السلطات الإيرانية توجّه الجهود لاضطهاد البهائيين في اليمن، والتي تضمنت ضغوطًا لترحيل المنحدرين من أصلٍ إيرانيٍ إلى إيران. على الرغم من حقيقة أن بعض سلطات الحوثيين المنصفة تصرّفت لصالح البهائيين، فإن أفرادًا معينين يتلقون تعليماتٍ من إيران لتشديد اضطهاد البهائيين. بالإضافة إلى هؤلاء الأفراد، فإن السلطات في إيران ومن يحكمون صنعاء حاليًا هم المسئولون عن دعمهم والموافقة على أعمال الاضطهاد الصارخة ضد البهائيين في اليمن.
يتماشى التورط الإيراني في اضطهاد البهائيين في اليمن مع السياسة العامة التي تستهدف التعامل مع «المسألة البهائية»، حين تم الكشف عن مذكرةٍ كانت سريةً لحكومة الجمهورية الإسلامية الإيرانية في عام 1991م، حيث حددت الخطوط العريضة لمجموعةٍ واسعةٍ من التدابير الاقتصادية والتعليمية والاجتماعية التي تستهدف «عرقلة تطور» البهائيين الإيرانيين. كما تنص صراحةً على نية السلطات الإيرانية «مواجهة وتدمير جذورهم الثقافية [البهائية] خارج البلاد [إيران]». وبالفعل، فإن أشكال الاضطهاد المختلفة التي يتعرض لها البهائيون اليمنيون تشبه بشكلٍ صارخٍ ما مرّ به بهائيو إيران في بلادهم، باستخدام اتهاماتٍ باطلةٍ عند اعتقال البهائيين، على أنهم بطريقةٍ ما يشكلون تهديدًا للأمن القومي.
تم تأكيد هذه النتائج المذكورة أعلاه من قِبل المقرر الخاص للأمم المتحدة المعني بحرية الدين والمعتقد، السيد أحمد شهيد في بيانٍ مؤرخٍ في 22 مايو 2017م، حيث سلّط الضوء على التشابه الصارخ بين الاضطهاد الأخير للبهائيين في اليمن واضطهاد البهائيين في إيران ، قائلاً: «إن التصعيد الأخير في النمط المستمر لاضطهاد البهائيين في صنعاء يعكس الاضطهاد الذي يعاني منه البهائيون الذين يعيشون في إيران». وأضاف أيضًا أنه «يبدو أن المضايقات ضد البهائيين، كأقلياتٍ دينيةٍ، مستمرةٌ، إن لم تكن ترقى إلى مستوى الاضطهاد الديني في اليمن».

## قطر
عُرفت قطر تاريخيًا بتعاملها الإيجابي مع البهائيين كأقليةٍ دينيةٍ حتى السنوات الأخيرة. فبالرغم من وجود البهائيين في قطر كأقليةٍ دينيةٍ قبل تأسيس دولة قطر الحديثة، إلا أن الاضطهاد والمعاناة التي عاشها البهائيون مؤخرًا أظهرت تحولاً سلبيًا في تعامل السلطات القطرية معهم. عانى البهائيون في السنوات الأخيرة من الاضطهاد الممنهج بتصاعد عمليات المضايقات المتتابعة، ولم يسلم من الاضطهاد البهائيون الذين ينتمون إلى خلفياتٍ مهنيةٍ ووطنيةٍ مختلفةٍ، وأولئك الذين ولدوا وترعرعوا في قطر ولم يعرفوا وطنًا آخر لهم. شملت أنواع الاضطهاد تهمًا جنائيةً وتهمًا غامضةً غير محددة المعالم تتعلق بالأمن القومي؛ وبدون أدلةٍ لهذه التهم، تم إدراجهم في القائمة السوداء ومنع دخولهم البلاد بشكلٍ دائمٍ، كما تمّ رفض تصاريح الإقامة للبهائيين غير القطريين، أو لم يتم تجديدها، على الرغم من دعم أرباب العمل أو الكفلاء لهم للبقاء في البلاد.
عانى البهائيون في السنوات الأخيرة أيضًا من تهجير عددٍ من العوائل البهائية، واستهداف أعمالهم ووظائفهم، وتشويه سمعتهم، وتجميد معاملاتهم الحكومية الروتينية، وتضييق الخناق عليهم بقطع سبل الرزق. وقد تزامن هذا التحول في التعامل مع البهائيين مع التقارب الاستراتيجي الإيراني-القطري حيث تمارس السلطات القطرية نفس أساليب ونهج النظام الإيراني في إيران ومناطق الحكم الحوثي. ونظراً لعدم تحسّن أوضاع البهائيين في قطر، اضطرت الجامعة البهائية العالمية في مارس / آذار من عام 2021م إلى رفع الأمر إلى مجلس حقوق الإنسان، وطُلب من قطر وضع حدٍ لهذا النمط من التمييز السافر، والوفاء بالتزاماتها في مجال حقوق الإنسان.

## أفغانستان
تعرّض البهائيون للاضطهاد والسجن في أفغانستان خلال حكم طالبان. وفي مرحلة ما بعد طالبان، قُبض على البهائيين، وقضت المحكمة بأن الدين البهائي ليس دينًا معترفًا به، وبالتالي لا يتمتع البهائيين بأي حقوقٍ بموجب الشريعة الإسلامية.

## أذربيجان

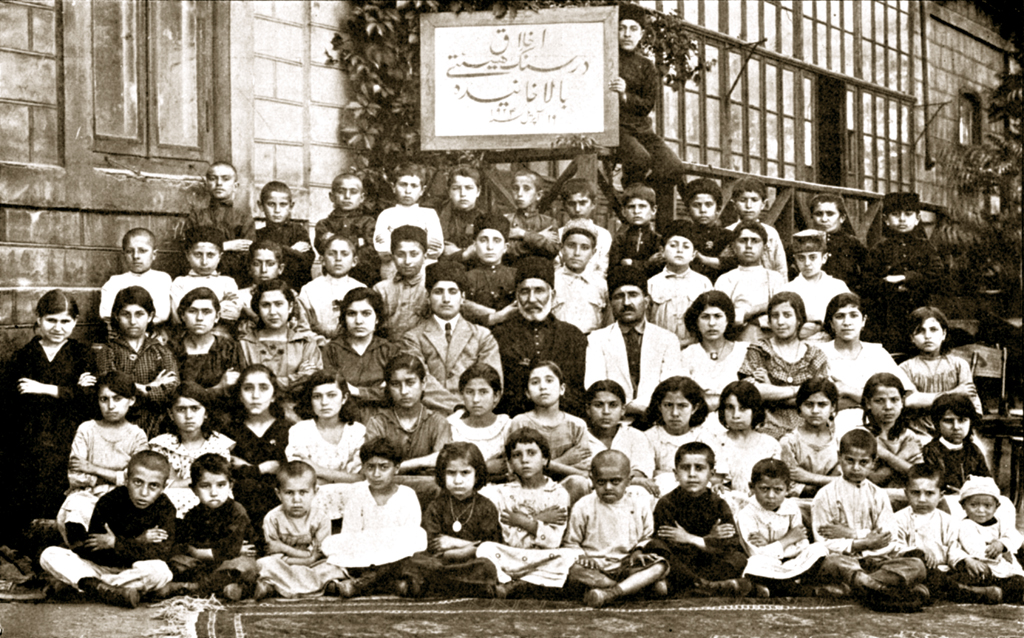
صورة عن إحدى فصول "بناء الشخصية" البهائية في باكو عام 1926م. مجموعةٌ من الأطفال البهائيين وهم يتلقون تعليماتٍ حول مبادئ تدريب الشخصية.

في أذربيجان، وهي منطقةٌ تربطها بعض الروابط القديمة مع الديانة البهائية، كانت هناك العديد من القصص الإخبارية التي تطرّقت إلى الحدود الاجتماعية والبيروقراطية والقانونية الشديدة على الطوائف الدينية، بما في ذلك البهائيين، منذ سقوط الاتحاد السوفيتي. يحاول البهائيون استعادة الممتلكات التي صودرت في عقد 1930م. في عام 2004م ادعى تافاشور علييف، وهو بهائي الديانة، أنه تم اعتقاله بسبب ذكره لدينه، وتم الإفراج عنه عندما وعد بعدم ذكر دينه مرةً أخرى. علاوةً على ذلك، في عام 2006م، كان يجري النظر في القوانين التي من شأنها الحدّ من حقوق وامتيازات البهائيين والأقليات الدينية الأخرى.

## إندونيسيا
في إندونيسيا، بينما منحت الحكومة الحرية للبهائيين في الوجود كمنظمةٍ في عام 2000م، ولكن استمر نظام التسجيل الوطني في تقييد الحرية الدينية للأشخاص الذين لا ينتمون إلى الأديان الخمسة المعترف بها رسميًا؛ حيث لا يستطيع البهائيون تسجيل زيجاتهم أو مواليد أبنائهم. ويجب على الأزواج الذين تم منعهم من تسجيل زيجاتهم أو مواليد أطفالهم وفقًا لإيمانهم أن يتحولوا إلى واحدةٍ من الأديان الخمسة المعترف بها. أولئك الذين يختارون عدم تسجيل زيجاتهم أو مواليدهم يواجهون مصاعب مستقبلية؛ على سبيل المثال، لا يستطيع العديد من الأطفال دون شهادة ميلاد التسجيل في المدرسة، أو قد لا يكونوا مؤهلين للحصول على منح دراسيةٍ، ولا يمكن للأفراد دون شهادات ميلادٍ التأهل إلى الوظائف الحكومية.
يتعرض المسلمون الذين اعتنقوا الديانة البهائية في جزيرة سولاوسي للترهيب من قِبل جيرانهم ومن قِبل الحكومة المحلية في عام 2007م. من بين سبع عائلاتٍ اعتنقت الديانة البهائية، عاد اثنان منها إلى الإسلام، ورفضت أربعة عائلاتٍ التغيير إلى الإسلام، وتجاهلت الأخرى طلبات التحول مرةً أخرى.
في أغسطس من عام 2014م، اعترفت الحكومة الإندونيسية رسميًا بالدين البهائي كدينٍ، وقام وزير الشؤون الدينية آنذاك لقمان حكيم سيف الدين بتصريحٍ بأن البهائيين سيكونون محميين بموجب الدستور.

## المغرب
في المغرب كانت هناك سلسلةٌ من الاضطهادات الدينية بين عام 1962م وعام 1963م، عندما تم القبض على خمسة عشرة بهائيٍ بسبب معتقداتهم الدينية؛ وحكم على ثلاثة منهم بالإعدام، وحُكم على آخرين بالسجن لسنواتٍ في الأشغال الشاقة. أدى ذلك إلى أشهرٍ من الجهود الدبلوماسية من أجل إطلاق سراحهم. وقال السناتور الأمريكي كينيث بي. كيتنغ في مجلس الشيوخ الأمريكي في 18 فبراير من عام 1963م: «ما مدى تطبيق الحرية الدينية بموجب الدستور المغربي حقًا، سيتم الكشف عنها في الأسابيع المقبلة عندما يتم الاستماع إلى الاستئناف أمام المحكمة العليا [المغربية]». وفي 31 مارس من عام 1963م، أثناء زيارةٍ للولايات المتحدة والأمم المتحدة، أجرى ملك المغرب الحسن الثاني بن محمد حوارًا مع التليفزيون وخطب الحضور قائلاً إنه على الرغم من أن الدين البهائي كان «ضد النظام الجيد وأخلاقه أيضًا»، إلا أنه سيعفو عن أحكام الإعدام. وقع اضطهاد البهائيين مرةً أخرى في عام 1984م، وكان ردهم البحث عن الانتصاف الدبلوماسي مع التأكيد على عدم التحيّز والطاعة للمبادئ الحكومية للدين. وتم مؤخرًا نفي البهائيين من جوازات السفر، ولا يمكنهم ممارسة دينهم إلا في الأماكن الخاصة.

## رومانيا
وُجدت في رومانيا جماعةٌ بهائيةٌ منذ عام 1926م، وكان من بين أعضائها في ذلك الوقت ماريا ملكة رومانيا. بعد سقوط الشيوعية في رومانيا، نظّمت الجامعة البهائية الرومانية نفسها من أجل تشكيل أول محفلٍ روحانيٍ مركزيٍ في عام 1991م. وفي عام 2005م، بلغ عدد البهائيين الرومانيين حوالي 7,000 شخصًا، ولكن في يناير من عام 2007م تم إصدار قانونٍ يفرض متطلباتٍ تقييديةً على المجتمعات الدينية التي ترغب في الاعتراف بها من قبل الحكومة، والتي لم يكن بإمكان البهائيين وأتباع ديانات الأقلية الأخرى المرور بها. وتشمل بعض القيود الانتظار لمدةٍ تصل إلى اثني عشر عامًا بعد تقديم التماسٍ قبل أن يتمكن المجتمع الديني من التقدم بطلب للاعتراف به، وتتطلب من أجل الاعتراف بالدين قانونًا أن ينتمي لها أكثر من 22,000 عضوًا.